# 来応寺 (宇和島市)
来応寺（らいおうじ）は、愛媛県宇和島市宮下にある臨済宗妙心寺派の寺院。山号を真正山と称する。本尊は薬師如来、開山は首宗賢禅である。

## 歴史
開山当時は、来村（くのむら）殿伊予西園寺氏の菩提寺であった。
天正15年（1587年）豊臣秀吉の四国征伐の翌年、来応寺も破壊され、庵主桃林良朔が、ただ一人勤行したと伝えられる。
寺の門前に西園寺宣久の墓があり、宇和島市指定の史跡となっている。